# Betty Friedan
Betty Naomi Goldstein Friedan, née le 4 février 1921 à Peoria dans l'État de l'Illinois et morte le 4 février 2006 à Washington (district de Columbia), est une féministe, journaliste et essayiste américaine. Elle est l'une des figures majeures du mouvement dit de la deuxième vague féministe aux États-Unis. Ce mouvement s'inscrivait notamment en réaction à une période de retour aux valeurs familiales idéalisant la femme au foyer et l'épouse modèle, telles que promues après la Seconde Guerre mondiale.

## Biographie

### Jeunesse et formation
Betty Naomi Friedan est l'aînée des trois enfants de Miriam Horwitz Goldstein et d'Harry Goldstein, un immigré russe juif,. Son père Harry est un joaillier et sa mère Miriam est une journaliste travaillant dans une publication locale. Dès son enfance, elle fait l'expérience des injustices sociales et de l'antisémitisme. Elle suit ses études secondaires à la Peoria High School (Peoria, Illinois) (en), où elle commence à écrire, publiant des articles dans le journal de l'établissement. Avec six condisciples, elle fonde un magazine littéraire,.
En 1938, après sa scolarité secondaire, elle est acceptée au Smith College, où elle obtient en 1942 un Bachelor of Arts (licence) avec une dominante en psychologie et la mention summa cum laude. Elle poursuit ses études universitaires à l'université de Berkeley où, sous la direction d'Erik Erikson, elle soutient son Master of Arts (mastère) de psychologie en 1943. Bien qu'ayant obtenu une bourse pour mener des études doctorales, elle abandonne, car d'après elle, les femmes qui sont titulaires d'un doctorat se marient rarement : elle ne voulait pas finir « vieille fille ».
En 1943, elle s'installe à New York, où elle occupe différents postes jusqu'en 1947. Après son mariage en 1947, elle devient femme au foyer, tout en publiant des articles jusqu'en 1957.

### Carrière
De 1943 à 1946, elle écrit pour Federated Press (en), puis jusqu'en 1952 pour United Electrical Worker's - UE News. Elle tombe enceinte en 1952 et est renvoyée. Elle devient alors rédactrice indépendante pour différents magazines. En 1957, lors de la quinzième réunion d'anciens élèves du Smith College, elle décide de faire circuler des questionnaires concernant la vie et la satisfaction de leur quotidien de ses ex-camarades féminines. Le résultat du questionnaire indique que 89 % d'entre elles n'utilisent pas leurs acquis universitaires et se sentent socialement dévalorisées. C'est à partir de ce moment qu'elle commence à réellement s'intéresser à la souffrance des femmes au foyer. Elle publie alors des articles pour relever cette situation, qu'elle appelle « The Problem that has no name » (en français « Le problème qui n'a pas de nom »). De nombreuses femmes lui répondent et sont en accord avec elle, ce qui confirme qu'elle n'est pas la seule à ressentir cette situation comme un problème.

#### La Femme mystifiée(The Feminine Mystique)
Au vu du petit succès que ses articles reçoivent, elle décide d'en faire un livre, The Feminine Mystique, qu'elle publie en 1963, sur la frustration des femmes modernes. Cet essai marque le lancement d'un mouvement visant à réévaluer le rôle des femmes dans la société américaine,. Il a aussitôt été traduit en français, par Yvette Roudy, future ministre chargée des Droits des femmes (1981-1986).

#### La National Organization for Women
À la suite du succès de ce livre, Betty Friedan est incitée à fonder un mouvement féministe inspiré du modèle de la National Association for the Advancement of Colored People (NAACP), une association de lutte contre la ségrégation et les discriminations raciales, dont l'action était principalement politique et juridique. Ce sera la National Organization for Women (NOW, ce qui signifie aussi « Maintenant » ; en français : l'Organisation nationale pour les femmes), qui jouera un rôle primordial sur la scène politique et culturelle américaine durant les années 1960 et 1970.
Tout au long de son combat, Betty Friedan a prôné un féminisme modéré, visant une plus grande égalité des sexes et de nouveaux droits pour les femmes, sans pour autant se positionner en opposition aux hommes ; c'est pourquoi NOW est la National Organization for Women (Organisation pour les femmes, et non pas des femmes). Cette modération dans ses choix n'enlevait pas pour autant à Betty Friedan un caractère déterminé et un goût pour les formules provocantes, source de conflits réguliers au sein de NOW ou avec d'autres associations féministes plus radicales.
Ses prises de position lesbophobes au sein du mouvement ont contribué à la démission de  de son poste administratif.

#### La NARAL Pro-Choice America
Elle démissionne de la NOW, divorce et cofonde en 1969 la National Association for the Repeal of Abortion Laws, connue depuis sous le nom de NARAL Pro-Choice America,,.

#### La National Women’s Political Caucus
En 1971, elle cofonde avec Bella Abzug, Shirley Chisholm, deux représentantes siégeant au Congrès des États-Unis, et la féministe Gloria Steinem, la National Women's Political Caucus (en), un lobby destiné à faciliter l'adoption de loi en faveur des égalités des droits civiques pour les femmes,,.

### Critiques
Betty Friedan faisait partie de la classe moyenne américaine et avait reçu une éducation universitaire.
Elle est critiquée par le lesbianisme politique pour ses positions lesbophobes. En 1969, elle utilise l'expression « The Lavender Menace » pour désigner le risque que représentait à ses yeux l'apparition du lesbianisme politique, qui pourrait discréditer le mouvement féministe et compromettre son agenda. Le groupe Lavender Menace est fondé en 1970 par des lesbiennes politiques comme Rita Mae Brown et retourne le stigmate en prenant à son compte l'expression utilisée par Betty Friedan.

### Vie personnelle
Le 12 juin 1947, elle épouse le producteur de théâtre Carl Friedan. Le couple donne naissance à trois enfants : Daniel (né en 1948), Jonathan (né en 1952) et Emily (née en 1956), avant de divorcer en mai 1969,,.
Betty Friedan est décédée d'une crise cardiaque le 4 février 2006, jour de son 85e anniversaire,,,. Elle est inhumée au cimetière juif de Sag Harbor dans le comté de Suffolk, dans l'État de New York.

## Œuvres

### Éditions originales
- (en-US) The Feminine Mystique, W. W. Norton Company, 19 février 1963, rééd. 3 septembre 2013, 562 p. (ISBN 978-0-393-34678-7),
- (en-US) "It Changed My Life" : Writings on the Women's Movement, Harvard University Press, 1 janvier 1976, rééd. 15 mars 1998, 528 p. (ISBN 978-0-674-46885-6, lire en ligne),
- (en-US) The Second Stage : With a New Introduction, Harvard University Press, 1981, rééd. 1 avril 1998, 396 p. (ISBN 978-0-674-79655-3, lire en ligne),
- (en-US) Fountain of Age, Simon & Schuster, 1 septembre 1993, rééd. 1 août 2006, 672 p. (ISBN 978-0-7432-9987-9, lire en ligne),
- (en-US) Beyond Gender : The New Politics of Work and Family, Woodrow Wilson Center Press, 10 octobre 1997, 132 p. (ISBN 978-0-943875-84-2, lire en ligne),
- (en-US) Life So Far : A Memoir, Simon & Schuster, 24 mai 2000, rééd. 2 mai 2001, 400 p. (ISBN 978-0-7432-0024-0),
- (en-US) The Problem That Has No Name, Penguin Classics, 22 février 2018, 55 p. (ISBN 978-0-241-33926-8)[27],

### Traduction française
- Betty Friedan (trad. de l'anglais par Yvette Roudy), La Femme mystifiée [« The Feminine Mystique »], Paris/61-Lonrai, Belfond, 1964, rééd. 7 mars 2019, 560 p. (ISBN 978-2-7144-7997-6),

## Archives
Les archives de Betty Friedan sont déposées à la bibliothèque Schlesinger de l'Institut Radcliffe pour les études supérieures de l'Université Harvard et sont consultables en ligne.

## Hommage
- 1975 : nommée avec Henry Morgentaler « Humaniste de l'Année », par l'American Humanist Association[29].
- 1993 : cérémonie d'admission au National Women's Hall of Fame[30].
- L'astéroïde (249523) Friedan porte son nom.

## Dans la culture
- Elle est interprétée par Tracey Ullman dans la série Mrs America (2020), qui retrace le combat dans les années 1970 autour de l'Equal Rights Amendment (ERA).

## Pour approfondir

#### Notices dans des encyclopédies et manuels de références
- (en-US) Moira Davison Reynolds, Women Champions of Human Rights : Eleven U.S. Leaders of the Twentieth Century, McFarland & Company, 1er novembre 1991, 161 p. (ISBN 978-0-89950-614-2, lire en ligne), p. 134-143,
- (en-US) Jules Archer, Breaking Barriers : The Feminist Revolution from Susan B. Anthony To...Betty Friedan, Puffin Books, 1er mars 1996, 208 p. (ISBN 978-0-14-037968-6, lire en ligne), p. 124-170,
- (en-GB) Susan Mitchell (dir.), Icons, Saints & Divas : Intimate Conversations with Women Who Changed the World, HarperCollins Publishers, 1er janvier 1997, 279 p. (ISBN 9780732257316, lire en ligne), p. 165-177,
- (en-US) Encyclopedia of world biography, volume 6, Gale Research, 1998, 547 p. (lire en ligne), p. 109-110,
- (en-US) Wilma Pearl Mankiller, The reader's companion to U.S. women's history, Houghton Mifflin Company, 1998, 697 p. (ISBN 978-0-585-06847-3, lire en ligne), p. 195-229, 320-331,
- (en-US) Kevin Markey, 100 most important women of the 20th century, Meredith Books, 1er octobre 1998, 195 p. (ISBN 978-0-696-20823-2, lire en ligne), p. 68,
- (en-US) Women in world history : a biographical encyclopedia, volume 5, Yorkin Publications, 1999, 837 p. (lire en ligne), p. 788-793,
- (en-US) Reference Library of American Women, vol. 1 : A-F, Farmington Hills, Michigan, Gale Research, 1er janvier 1999, 236 p. (ISBN 9780787638641, lire en ligne), p. 232-234,
- (en-US) Cathleen Rountree, On Women Turning 70 : Honoring the Voices of Wisdom, San Francisco, Californie, Jossey-Bass Publishers, 1er janvier 1999, 245 p. (ISBN 9780787945121, lire en ligne), p. 186-196,
- (en-US) Helen Rappaport (dir.), Encyclopedia Of Women Social Reformers, vol. 1 : A-L, Santa Barbara, Californie, ABC-CLIO, 6 décembre 2001, 413 p. (ISBN 9781576071014, lire en ligne), p. 234-236,
- (en-US) Donna Langston, A to Z of American Women Leaders and Activists, New York, Facts on File, 30 juin 2002, 291 p. (ISBN 9780816044689, lire en ligne), p. 80-83
- (en-US) UXL encyclopedia of world biography, volume 4, UXL, 2003, 871 p. (ISBN 978-0-7876-6465-7, lire en ligne), p. 738-741,
- (en-US) Stuart A. Kallen, Political Activists of the 1960s, San Diego, Californie, Lucent Books, 19 avril 2004, 99 p. (ISBN 9781590183861, lire en ligne), p. 51-60,
- (en-US) Lynne E. Ford, Encyclopedia of Women and American Politics, New York, Facts On File, 27 novembre 2007, 639 p. (ISBN 9780816054916, lire en ligne), p. 199-201,
- (en-US) Cath Senker, Stories of Women in the 1960s : Fighting for Freedom, Heinemann Educational Books, 1er janvier 2015, 115 p. (ISBN 978-1-4846-0866-1, lire en ligne), p. 7-29,

#### Essais
- (en-US) Milton Meltzer, Betty Friedan : A Voice for Women's Rights, Viking Books, 1er octobre 1985, 72 p. (ISBN 978-0-670-80786-4, lire en ligne),
- (en-US) Sondra Henry & Emily Taitz, Betty Friedan : Fighter for Women's Rights, Hillside, New Jersey, Enslow Publishers, 1er août 1990, 136 p. (ISBN 9780894902925, lire en ligne),
- (en-US) Susan Taylor-Boyd, Betty Friedan : Voice for Women's Rights, Advocate of Human Rights, Gareth Stevens Publishing, 1er octobre 1990, 76 p. (ISBN 978-0-8368-0104-0, lire en ligne),
- (en-US) Judith Hennessee, Betty Friedan : Her Life, New York, Random House, 1er juin 1998, 376 p. (ISBN 9780679432036, lire en ligne),
- (en-US) Justine Blau, Betty Friedan, Chelsea House Publications, 1990, rééd. 14 août 2000, 112 p. (ISBN 978-1-55546-653-4, lire en ligne),
- (en-US) Janann Sherman (dir.), Interviews with Betty Friedan, Jackson, Mississippi, University Press of Mississippi, 27 septembre 2002, 230 p. (ISBN 9781578064793, lire en ligne),
- (en-US) Lisa Frederiksen Bohannon, Woman's Work : The Story of Betty Friedan, Greensboro, Caroline du Nord, Morgan Reynolds Publishing, 30 septembre 2004, 152 p. (ISBN 9781931798419, lire en ligne),

#### Articles

##### Anglophones
- (en-US) Sandra Dijkstra, « Simone de Beauvoir and Betty Friedan: The Politics of Omission », Feminist Studies, Vol. 6, No. 2,‎ été 1980, p. 290-303 (14 pages) (lire en ligne ),
- (en-GB) Rachel Bowlby, « 'The Problem with No Name': Rereading Friedan's "The Feminine Mystique" », Feminist Review, No. 27,‎ automne 1987, p. 61-75 (15 pages) (lire en ligne ),
- (en-US) Joan Call, « WOMEN'S CHOICES: As seen by H. L. Mencken and Betty Friedan », Menckeniana, vol. 107,‎ 1988, p. 9-11 (3 pages) (lire en ligne ),
- (en-US) Daniel Horowitz, « Rethinking Betty Friedan and the Feminine Mystique: Labor Union Radicalism and Feminism in Cold War America », American Quarterly, vol. 48, no 1,‎ mars 1996, p. 1-42 (42 pages) (lire en ligne ),
- (en-US) Betty Friedan & Jennifer Chapin Harris, « interview: After the Mystique is Gone: A Phone Interview with Betty Friedan », Off Our Backs, Vol. 27, No. 9,‎ octobre 1997, p. 10-11 (2 pages) (lire en ligne ),
- (en-US) Eugenia Zimmerman, « "US" AND "THEM" in Betty Friedan and Simone de Beauvoir », Simone de Beauvoir Studies, Vol. 15,‎ 1998-1999, p. 163-168 (6 pages) (lire en ligne ),
- (en-US) Kirsten Fermaglich, « "The Comfortable Concentration Camp": The Significance of Nazi Imagery in Betty Friedan's "The Feminine Mystique" (1963) », American Jewish History, Vol. 91, No. 2,‎ juin 2003, p. 205-232 (28 pages) (lire en ligne ),
- (en-US) Dorothy Chansky, « Usable Performance Feminism for Our Time: Reconsidering Betty Friedan », Theatre Journal, Vol. 60, No. 3,‎ octobre 2008, p. 341-364 (24 pages) (lire en ligne ),
- (en-US) Stephen Dunn, « Betty Friedan's Final Advice », The American Poetry Review, Vol. 42, No. 6,‎ novembre - décembre 2013, p. 24-25 (2 pages) (lire en ligne )
- (en-US) Susan Levine, « The Feminine Mystique at Fifty », Frontiers: A Journal of Women Studies, Vol. 36, No. 2,‎ 2015, p. 41-46 (6 pages) (lire en ligne ),
- (en-US) Elizabeth Fraterrigo, « “The Happy Housewife Heroine” and “The Sexual Sell”: Legacies of Betty Friedan's Critique of the Image of Women », Frontiers: A Journal of Women Studies, Vol. 36, No. 2,‎ 2015, p. 33-40 (8 pages) (lire en ligne )
- (en-US) Katherine Turk, « “To Fulfill an Ambition of [Her] Own”: Work, Class, and Identity in The Feminine Mystique », Frontiers: A Journal of Women Studies, Vol. 36, No. 2,‎ 2015, p. 25-32 (8 pages) (lire en ligne ),

##### Francophones
- « Friedan Betty — Les femmes à la recherche d'une quatrième dimension. [compte-rendu] », Population,‎ 1970, p. 1130 (1 page) (lire en ligne),
- Denis Marie, « Betty Friedan, Femmes, Le second souffle, Hachette [compte-rendu] », Les cahiers du GRIF, n° 26,‎ 1983, p. 171-173 (2 pages) (lire en ligne),
- Huguette Bouchardeau, « Travail, genre et sociétés », Travail, genre et sociétés, vol. 2, no. 2,‎ 1999, p. 5-23 (18 pages) (lire en ligne),
- Mattelart Michèle, « Femmes et medias. Retour sur une problématique », Réseaux, no 120,‎ avril 2003, p. 23-51 (28 pages) (lire en ligne),

##### Hispaniques
- Ana Rita Fonteles Duarte, « Betty Friedan: morre a feminista que estremeceu a América », Estudos Feministas, vol. 14, no 1,‎ 1 trimestre 2006, p. 287-293 (7 pages) (lire en ligne ),
- Joanne Boucher et Cecilia Olivares, « Betty Friedan y el pasado radical del feminismo liberal », Debate Feminista, vol. 35,‎ avril 2007, p. 277-294 (18 pages) (lire en ligne ),